# Riksväg 29, Finland

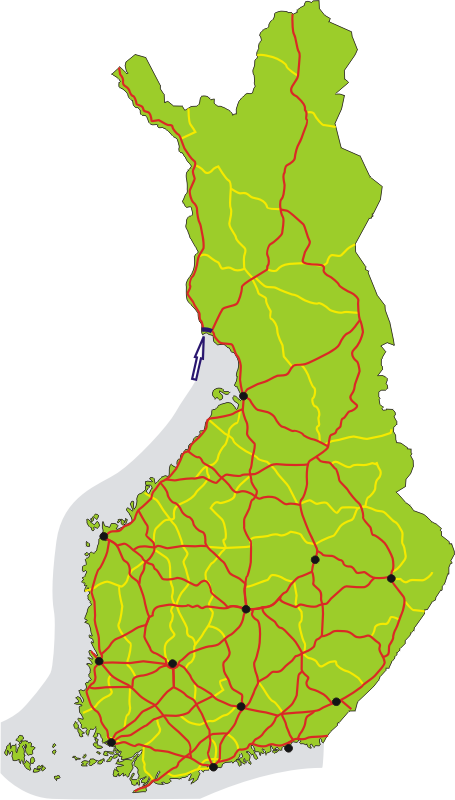
Riksväg 29 markerad med mörkblått på kartan

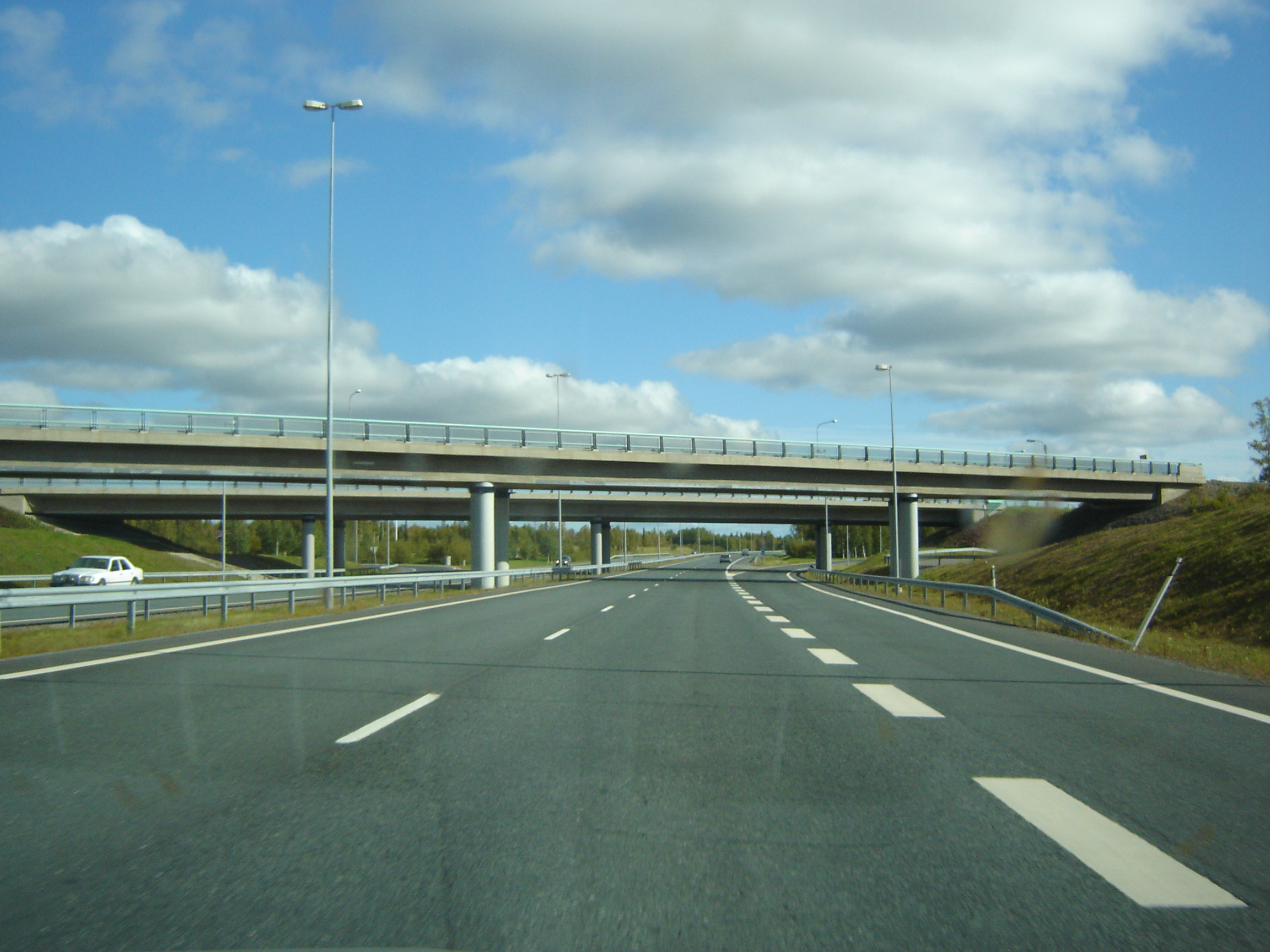

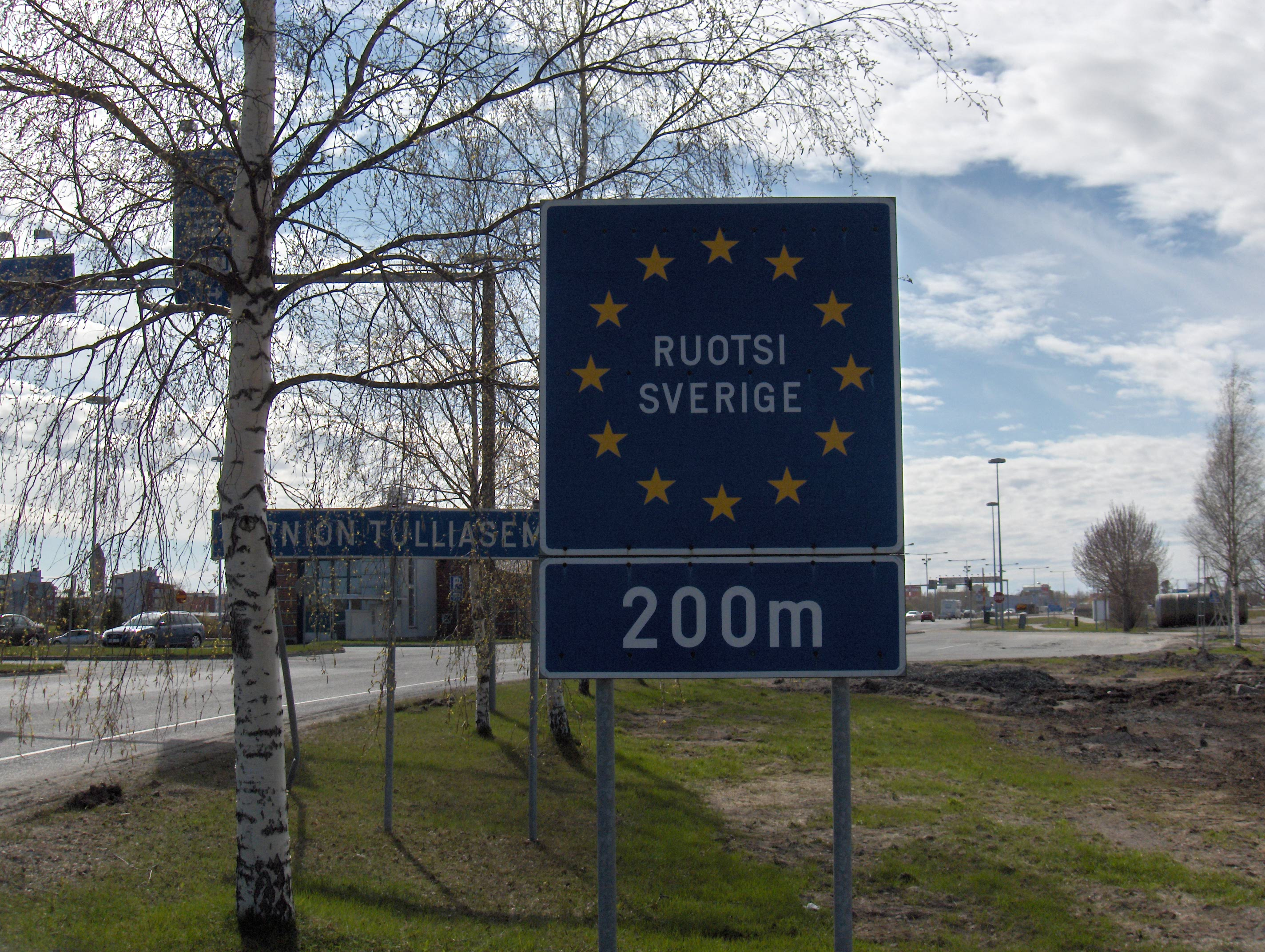

Riksväg 29 är en av Finlands huvudvägar från Keminmaa (nära Kemi) till Torneå och fram till svenska gränsen. Där vägen byggts ut till motorväg har den äldre sträckningen blivit Regionalväg 921. Vägen utgör en del av Europaväg 8 i Finland och den delen av Europaväg 4 som går inom Finland.
Sträckning: Keminmaa - Torneå. Längd 16 km.
Större delen av sträckan är motorväg vilken invigdes 2003. Riksvägen är världens nordligaste motorväg.

## Avfarter
Avfarter från Kemi:
|                       | Nr              | Trafikplats                        | Korsande väg                                  | Skyltning                          |
| --------------------- | --------------- | ---------------------------------- | --------------------------------------------- | ---------------------------------- |
| Motorväg              | E 8 29 Motorväg | E 8 29 Motorväg                    | E 8 29 Motorväg                               | E 8 29 Motorväg                    |
|                       |                 | Kallinkangas planskilda anslutning | E 75 4                                        | Rovaniemi                          |
|                       |                 | Kyläjoki planskilda anslutning     | Raumontie                                     | Kyläjoki                           |
|                       |                 |                                    | 921 922                                       | Kemi, Yli-Raumo, Röyttä, Outokumpu |
| E 8 29 Landsväg (2+2) |                 |                                    |                                               |                                    |
|                       |                 |                                    | Poikkikatu                                    |                                    |
|                       |                 |                                    | Viidankatu, Torpinkatu                        |                                    |
|                       |                 |                                    | Röyttäntie                                    |                                    |
|                       |                 |                                    | E 8 21 E 4                                    | Kilpisjärvi Haaparanta             |
| E 4 29 Landsväg (2+2) |                 |                                    |                                               |                                    |
|                       |                 |                                    | Laivurinkatu                                  |                                    |
|                       |                 |                                    | Länsiranta                                    |                                    |
|                       |                 | Torneå gränsövergång               | Gräns Finland-Sverige (inre EU/Schengengräns) |                                    |